# Three Arm Lake
Der Three Arm Lake ist ein See im Norden des australischen Bundesstaates Tasmanien.
Der See liegt im Nordostteil des Walls-of-Jerusalem-Nationalparks am Oberlauf des Little River. Seinen Namen hat er wegen der drei ungleich langen Arme. Der nördliche Arm ist mit ca. 2,5 km der längste. Der Little River fließt durch den mittleren, nordwestlichen Arm mit ca. 700 m Länge. Der westlichste Arm ist mit ca. 300 m der kürzeste.